# Município de Jerome (Ohio)
O município de Jerome (em inglês: Jerome Township) é um município localizado no condado de Union no estado estadounidense de Ohio. No ano de 2010 tinha uma população de 7.541 habitantes e uma densidade populacional de 79,75 pessoas por km².

## Geografia
O município de Jerome encontra-se localizado nas coordenadas 40° 08′ 48″ N, 83° 14′ 12″ O. Segundo a Departamento do Censo dos Estados Unidos, o município tem uma superfície total de 94.56 km², da qual 93.29 km² correspondem a terra firme e (1.34%) 1.27 km² é água.

## Demografia
Segundo o censo de 2010, tinha 7.541 habitantes residindo no município de Jerome. A densidade populacional era de 79,75 hab./km². Dos 7.541 habitantes, o município de Jerome estava composto pelo 86.31% brancos, o 1.42% eram afroamericanos, o 0.21% eram amerindios, o 10.69% eram asiáticos, o 0.03% eram insulares do Pacífico, o 0.2% eram de outras raças e o 1.14% pertenciam a dois ou mais raças. Do total da população o 1.25% eram hispanos ou latinos de qualquer raça.